# Нижняя Озеряна
Ни́жняя Озеря́на, до ВОВ также Озеря́нка (укр. Нижня Озеряна) — село,
Утковский поселковый совет,
Харьковский район,
Харьковская область.
Код КОАТУУ — 6325158804. Население по переписи 2001 года составляет 163 (76/87 м/ж) человека.

## Географическое положение
Село Нижняя Озеряна находится в 2 км от реки Мжа (левый берег).
На расстоянии в 1 км от села расположены город Мерефа, посёлок Утковка и село Верхняя Озеряна.
К селу примыкают несколько лесных массивов (дуб).

## История
- 1701 — дата основания[1].
- В 1795 главный храм закрытой Екатериной II Озерянской пустыни в честь Рождества Богородицы был продан харьковским губернатором Г. Р. Шидловским с публичного торга белгородскому купцу Василию Алаториеву, который перепродал его жителям слободы Мерефа за 1000 рублей[3].
- В 1920-х-1930-х годах Иоанно-Предтеченский храм в Озерянке был канонично православным и относился к Харьковской и Ахтырской епархии РПЦ[2]; священником в 1932 году был Трощило, Гавриил Феодосиевич, 1895 года рождения.[2]
- В 1935 году храм Иоанна Предтечи был закрыт властями, а затем взорван.

## Достопримечательности
- Братская могила советских воинов. Похоронены 258 павших воинов.

## Религия
- Церковь Озерянской Иконы Божией Матери[4].